# 연결합
위상수학에서 연결합(連結合, 영어: connected sum)은 두 다양체 또는 매끄러운 다양체가 주어졌을 때, 각각에서 작은 공을 도려낸 뒤 그 경계를 따라 이어붙여 더 큰 (매끄러운) 다양체를 만드는 연산이다.

## 정의
연결합은 같은 차원의 두 (위상) 다양체 또는 두 매끄러운 다양체에 대하여 정의할 수 있다.
다음과 같은 데이터가 주어졌다고 하자.
- 양의 정수 {\displaystyle n\in \mathbb {Z} ^{+}}
- {\displaystyle n}차원 연결 (위상) 다양체 {\displaystyle M}, {\displaystyle N}
- 만약 {\displaystyle M}이 가향 다양체일 경우, {\displaystyle M} 위의 방향 ({\displaystyle M}이 비가향 다양체일 경우 필요없음)
- 만약 {\displaystyle N}이 가향 다양체일 경우, {\displaystyle N} 위의 방향 ({\displaystyle N}이 비가향 다양체일 경우 필요없음)

그렇다면, 다음과 같은 데이터를 임의로 고를 수 있다.
- {\displaystyle M} 속의 점 {\displaystyle x\in M}
- {\displaystyle N} 속의 점 {\displaystyle y\in N}
- {\displaystyle x}의 닫힌 근방을 이루는 작은 닫힌 공 {\displaystyle \iota _{M}\colon {\bar {\mathbb {D} }}^{n}\to M}, {\displaystyle \iota _{M}(\mathbb {D} ^{n})\ni x}. 만약 {\displaystyle M}이 유향 다양체라면, {\displaystyle \iota _{M}}이 방향을 보존하게 정의한다.
- {\displaystyle y}의 닫힌 근방을 이루는 작은 닫힌 공 {\displaystyle \iota _{N}\colon {\bar {\mathbb {D} }}^{n}\to N}, {\displaystyle \iota _{N}(\mathbb {D} ^{n})\ni y}. 만약 {\displaystyle M}이 유향 다양체라면, {\displaystyle \iota _{N}}이 방향을 보존하게 정의한다.
- 초구 {\displaystyle \mathbb {S} ^{n-1}=\partial {\bar {\mathbb {D} }}^{n}} 위의, 방향을 바꾸는 연속 함수 {\displaystyle f\colon \mathbb {S} ^{n-1}\to \mathbb {S} ^{n-1}}. (이러한 함수의 호모토피류는 유일하다.)
{\displaystyle f\colon \mathbb {S} ^{n-1}\to \mathbb {S} ^{n-1}}
{\displaystyle f_{*}[\mathbb {S} ^{n-1}]=-[\mathbb {S} ^{n-1}]}

그렇다면, 다음과 같은 위상 공간을 정의할 수 있다.
{\displaystyle M\#N=(M\setminus \iota _{M}(\mathbb {D} ^{n}))\cup _{\iota _{M}\circ f\circ \iota _{N}^{-1}}(N\setminus \iota _{N}(\mathbb {D} ^{n}))}
여기서 {\displaystyle \cup _{\cdots }}는 붙임 공간이다. 즉, 두 다양체에서 작은 열린 공을 도려낸 뒤, 그 경계에 따라 (유향 다양체인 경우 방향을 바꾸는 방향으로) 붙인 것이다. 이를 {\displaystyle M}과 {\displaystyle N}의 연결합(영어: connected sum)이라고 한다. 연결합은 임의로 선택한 데이터 ({\displaystyle x}, {\displaystyle y}, {\displaystyle \iota _{M}}, {\displaystyle \iota _{N}}, {\displaystyle f})에 의존하지 않음을 보일 수 있다. 즉, 서로 다른 임의의 데이터를 선택하더라도 얻어지는 연결합은 서로 (비표준적으로) 위상 동형이다. 또한, 두 다양체의 연결합은 항상 다양체임을 보일 수 있다.

### 매끄러운 다양체의 연결합
만약 {\displaystyle M}과 {\displaystyle N}이 매끄러운 다양체일 경우, 연결합 {\displaystyle M\#N} 위에는 추가로 자연스러운 매끄러움 구조가 존재하여, 매끄러운 다양체를 이룬다.

## 성질
다양체 또는 매끄러운 다양체의 연결합은 (위상 동형 아래) 교환 법칙을 만족시킨다.
{\displaystyle M\#N\cong N\#M}
2차원 이상의 다양체의 경우, 두 연결 비가향 또는 유향 다양체의 연결합은 연결 공간이다. (1차원에서, 두 연결 다양체의 연결합은 연결되지 않을 수 있다.) 이 경우, 연결 비가향 또는 유향 다양체의 연결합은 (위상 동형 아래) 결합 법칙을 만족시키며, 매끄러운 다양체의 경우도 마찬가지이다. 따라서, 2차원 이상에서 연결 비가향 또는 유향 다양체들은 가환 모노이드를 이룬다.
연결합 모노이드의 항등원은 초구 {\displaystyle \mathbb {S} ^{n}}이다. (초구의 경우, 방향을 뒤집는 자기 동형이 존재하므로 방향을 어떻게 잡든 상관없다.) 즉, 임의의 {\displaystyle n}차원 연결 비가향 또는 유향 다양체에 대하여, 다음이 성립한다.
{\displaystyle M\#\mathbb {S} ^{n}\cong M}

## 예
임의의 차원 {\displaystyle n>0}에서, 두 유클리드 공간의 연결합은 다음과 같은 기둥이다.
{\displaystyle \mathbb {R} ^{n}\#\mathbb {R} ^{n}\cong \mathbb {S} ^{n-1}\times \mathbb {R} }
보다 일반적으로, 임의의 차원 {\displaystyle n>0}에서, 구멍이 {\displaystyle p}개 뚫린 초구와 {\displaystyle q}개 뚫린 초구의 연결합은 구멍이 {\displaystyle p+q}개 뚫린 초구이다. (유클리드 공간은 구멍이 1개 뚫린 초구와 위상 동형이며, 기둥 {\displaystyle \mathbb {S} ^{n-1}\times \mathbb {R} }은 구멍이 2개 뚫린 초구와 위상 동형이다.)
{\displaystyle (\mathbb {S} ^{n}\setminus \{x_{1},\dots ,x_{p}\})\#(\mathbb {S} ^{n}\setminus \{y_{1},\dots ,y_{q}\})\cong \mathbb {S} ^{n}\setminus \{z_{1},\dots ,z_{p+q}\}}

### 1차원 다양체
1차원 (하우스도르프 파라콤팩트) 연결 다양체는 모두 원 {\displaystyle \mathbb {S} ^{1}} 또는 실직선 {\displaystyle \mathbb {R} }와 위상 동형이다. 둘 다 유향 다양체이며, 둘 다 방향을 뒤집는 자기 동형을 갖는다. 이 경우, 가능한 연결합들은 다음과 같다.
{\displaystyle \mathbb {S} ^{1}\#\mathbb {R} \cong \mathbb {R} }
{\displaystyle \mathbb {R} \#\mathbb {R} \cong \mathbb {R} \sqcup \mathbb {R} }
{\displaystyle \mathbb {S} ^{1}\#\mathbb {S} ^{1}\cong \mathbb {S} ^{1}}
특히, {\displaystyle \mathbb {R} \#\mathbb {R} }의 경우 연결 공간이 아님을 알 수 있다. 이는 0차원 초구 {\displaystyle \mathbb {S} ^{0}}가 연결 공간이 아니기 때문에 가능하다.

### 2차원 다양체

두 개의 원환면의 연결합은 종수가 2인 리만 곡면이다.

2차원 콤팩트 연결 다양체의 경우, 모두 원환면 {\displaystyle \mathbb {T} ^{2}}과 사영 평면 {\displaystyle \mathbb {P} ^{2}}들의 연결합으로 나타낼 수 있다. (원환면은 가향 다양체이며, 방향을 뒤집는 자기 동형을 갖는다. 사영 평면은 비가향 다양체이다.) 2차원 콤팩트 연결 유향 또는 비가향 다양체들의 연결합 가환 모노이드는 다음과 같은 표시를 갖는다.
{\displaystyle \langle \mathbb {P} ^{2},\mathbb {T} ^{2}|\mathbb {P} ^{2}\#\mathbb {P} ^{2}\#\mathbb {P} ^{2}=\mathbb {T} ^{2}\#\mathbb {P} ^{2}\rangle }
(비콤팩트 다양체의 분류는 더 복잡하다.)
증명 (다각형 표시를 통한 증명):
모든 2차원 콤팩트 연결 다양체는 다각형 표시를 갖는다. 이는 모든 2차원 콤팩트 연결 다양체가 삼각 분할될 수 있다는 사실로부터 유도할 수 있으며, 이 사실은 러도 티보르가 1925년에 증명하였다. 아래 증명에서는 임의로 취한 다각형 표시로부터 표준적인 다각형 표시를 유도한 뒤, 유향 다양체의 표준적인 다각형 표시에 대응하는 몫공간이 원환면들의 연결합 {\displaystyle n\mathbb {T} ^{2}}과 위상 동형이며, 비가향 다양체의 표준적인 다각형 표시에 대응하는 몫공간이 사영 평면들의 연결합 {\displaystyle n'\mathbb {P} ^{2}}과 위상 동형임을 보인다.
2차원 콤팩트 연결 다양체 {\displaystyle X}가 주어졌다고 하자. {\displaystyle X}의 다각형 표시 {\displaystyle \alpha \in \{a_{1},a_{1}^{-1},a_{2},a_{2}^{-1},\dots \}^{*}}에 대하여, {\displaystyle l(\alpha )}가 {\displaystyle \alpha }의 변의 수라고 하고, {\displaystyle k(\alpha )}가 {\displaystyle \alpha }의 꼭짓점의 동치류의 수라고 하자. 다각형 표시의 붙여지는 두 변은 다각형의 경계에 방향을 부여했을 때 같은 방향의 두 변과 반대 방향의 두 변으로 나눌 수 있다. 다음 두 가지 방법을 통해 {\displaystyle X}의 다각형 표시로부터 새로운 {\displaystyle X}의 다각형 표시를 유도할 수 있다.
- ㈀ 만약 {\displaystyle \alpha }가 {\displaystyle X}의 다각형 표시이며, 이웃하는 반대 방향의 두 변 {\displaystyle a}를 갖는다면, 이 두 변을 붙여 새로운 {\displaystyle X}의 다각형 표시 {\displaystyle \alpha '}을 얻을 수 있다. 이 경우 두 변은 사라지고 한 점 동치류를 이루던 두 변의 공통 꼭짓점은 다각형 내부의 점이 된다. 따라서
{\displaystyle l(\alpha ')=l(\alpha )-2}
{\displaystyle k(\alpha ')=k(\alpha )-1}
이다.
- ㈁ 만약 {\displaystyle \alpha }가 {\displaystyle X}의 다각형 표시이며, {\displaystyle \alpha }의 두 변 {\displaystyle a}가 대각선 {\displaystyle a'}의 양쪽에 위치한다면, {\displaystyle \alpha }를 {\displaystyle a'}을 따라 절단하고 {\displaystyle a}를 따라 접착하여 얻는 표시 {\displaystyle \alpha '} 역시 {\displaystyle X}의 다각형 표시이다. 원래의 두 변 {\displaystyle a}는 다각형의 대각선이 되며, 대각선 {\displaystyle a'}은 다각형의 두 변이 되며,
{\displaystyle l(\alpha ')=l(\alpha )}
{\displaystyle k(\alpha ')=l(\alpha )}
이다.

이제, 임의의 {\displaystyle X}의 다각형 표시 {\displaystyle \alpha }를 취하자. {\displaystyle l(\alpha )>1}이라고 가정하자. 임의의 꼭짓점 동치류 {\displaystyle [P]}를 취하자. 만약 {\displaystyle [P]}가 유일한 꼭짓점을 갖는다면, 이는 이웃하는 반대 방향의 두 변의 공통 꼭짓점이며, 방법 ㈀을 사용하여 두 변을 붙여 {\displaystyle [P]}를 없앨 수 있다. 만약 {\displaystyle [P]}가 둘 이상의 꼭짓점을 갖는다면, 그 원소가 아닌 점 {\displaystyle Q\not \in [P]}와 이웃하는 점 {\displaystyle P\in [P]}를 취할 수 있다. 변 {\displaystyle PQ}는 {\displaystyle P}를 지나는 다른 한 변 {\displaystyle RP}와 붙지 않는다. 이는 이 두 변이 붙는다고 가정하면 {\displaystyle PQ}와 {\displaystyle RP}의 방향이 달라 {\displaystyle P}가 {\displaystyle [P]}의 유일한 꼭짓점이 되기 때문이다. 따라서, 방법 ㈁을 사용하여 {\displaystyle \alpha }를 대각선 {\displaystyle RP}을 따라 절단하고 변 {\displaystyle RP}와 이에 대응하는 변을 접착할 수 있다. 이렇게 하면 동치류 {\displaystyle [P]}의 꼭짓점 수는 정확히 하나 줄어든다. 위 두 과정을 적절하게 거듭하면 {\displaystyle l(\alpha ')=1}인 {\displaystyle X}의 다각형 표시 {\displaystyle \alpha '}를 얻을 수 있다.
다각형 표시가 붙여지는 같은 방향의 두 변을 갖는지 여부는 방법 ㈀와 방법 ㈁을 통한 변환에 대하여 불변이다. 방법 ㈀의 경우 변들의 방향이 바뀌지 않으므로 같은 방향의 두 변의 유무가 변하지 않는다. 방법 ㈁에서 {\displaystyle a}가 반대 방향인 경우, 평행 이동만이 필요하므로 역시 변들의 방향이 바뀌지 않는다. 방법 ㈁에서 {\displaystyle a}가 같은 방향인 경우, 다각형을 절단한 두 부분 가운데 하나를 뒤집어야 하므로 대각선 {\displaystyle a'}은 반대 방향의 두 변이 된다.
꼭짓점의 동치류가 하나뿐인 다각형 표시에서, 반대 방향의 두 변은 서로 이웃하지 않으며, 또한 적어도 한 쌍의 두 변이 이들과 번갈아가며 나타난다. 만약 번갈아가며 나타나는 다른 한 쌍의 변이 존재하지 않는다면, 반대 방향의 두 변을 제외하고 남은 두 꺾은선의 꼭짓점들이 서로 동치일 수 없으며, 이는 모순이다.
위에서 얻은 {\displaystyle l(\alpha ')=1}인 {\displaystyle X}의 다각형 표시 {\displaystyle \alpha '}를 생각하자. 우선 {\displaystyle \alpha '}의 모든 붙여지는 두 변이 반대 방향이라고 가정하자. 반대 방향의 두 변 {\displaystyle a}를 취하자. 이와 번갈아가며 나타나는 두 변 {\displaystyle b}를 취하자. 그렇다면 {\displaystyle b} 역시 반대 방향이다. 방법 ㈁을 통한 적절한 변환을 몇 차례 가하여 두 쌍의 변 {\displaystyle a}와 {\displaystyle b}를 번갈아가며 나타나는 연이은 두 쌍의 변 {\displaystyle a'}와 {\displaystyle b'}으로 대체할 수 있다. 원래 번갈아가며 나타나던 연이은 두 쌍의 변은 변환 후에도 번갈아가며 나타나며 이어져 있다. 따라서 위 과정을 반복하면 결국 다음과 같은 꼴의 표준적인 다각형 표시를 얻는다.
{\displaystyle a_{1}b_{1}a_{1}^{-1}b_{1}^{-1}a_{2}b_{2}a_{2}^{-1}b_{2}^{-1}\cdots a_{n}b_{n}a_{n}^{-1}b_{n}^{-1}}
이제 {\displaystyle \alpha '}이 같은 방향의 두 변을 갖는다고 가정하자. 그렇다면 같은 방향의 두 변 {\displaystyle a}는 적절한 변환 ㈁을 가하여 이웃하는 같은 방향의 두 변 {\displaystyle a'}으로 대체할 수 있다. 원래 이웃하던 같은 방향의 두 변은 변환 후에도 유지된다. 이와 같은 과정을 반복하면 모든 같은 방향의 두 변이 이웃하는 다각형 표시를 얻는다. 이 표시가 반대 방향의 두 변 {\displaystyle a}를 갖는다고 가정하자. {\displaystyle a}와 번갈아가며 나타나는 두 변 {\displaystyle b}를 취하자. 그렇다면 {\displaystyle b}는 이웃하지 않으므로 반대 방향의 두 변이다. 같은 방향의 두 변 {\displaystyle c}를 취하자. 그렇다면, 몇 차례 변환 ㈁을 통해 {\displaystyle a}, {\displaystyle b}, {\displaystyle c}를 세 그룹의 이웃하는 같은 방향의 두 변 {\displaystyle a'}, {\displaystyle b'}, {\displaystyle c'}으로 대체할 수 있으며, 원래 이웃하던 같은 방향의 두 변은 유지된다. 이를 반복하여 반대 방향의 두 변들을 모두 없애면, 이웃하는 같은 방향의 두 변들로 구성된 {\displaystyle X}의 표준적인 다각형 표시
{\displaystyle a_{1}a_{1}a_{2}a_{2}\cdots a_{n'}a_{n'}}
를 얻는다.
위 유도 과정에서, 다각형의 변의 수는 꼭짓점 동치류의 수를 줄일 때마다 둘씩 줄어든다. 따라서 마지막 다각형 표시의 변의 수 {\displaystyle 4n} 또는 {\displaystyle 2n'}은
{\displaystyle l(\alpha )-2k(\alpha )+2}
이다.
다각형 표시
{\displaystyle a_{1}b_{1}a_{1}^{-1}b_{1}^{-1}a_{2}b_{2}a_{2}^{-1}b_{2}^{-1}\cdots a_{n}b_{n}a_{n}^{-1}b_{n}^{-1}}
에서, 각 {\displaystyle a_{i}b_{i}a_{i}^{-1}b_{i}^{-1}}에 대응하는 오각형을 붙여 만든 공간은 열린 공을 도려낸 원환면이며, 남은 {\displaystyle n}각형을 붙여 만든 공간은 {\displaystyle n}개의 열린 공을 도려낸 구이다. 따라서 이 표시에 대응하는 몫공간은 {\displaystyle n}개의 원환면의 연결합 {\displaystyle n\mathbb {T} ^{2}}이며, 이는 가향 다양체이다.
다각형 표시
{\displaystyle a_{1}a_{1}a_{2}a_{2}\cdots a_{n'}a_{n'}}
에서, 각 {\displaystyle a_{i}a_{i}}에 대응하는 삼각형을 붙여 만든 공간은 뫼비우스의 띠이며, 남은 {\displaystyle n'}각형은 {\displaystyle n'}개의 열린 공을 도려낸 구이다. 따라서 이 표시에 대응하는 몫공간은 {\displaystyle n'}개의 사영 평면의 연결합 {\displaystyle n'\mathbb {P} ^{2}}이며, 이는 비가향 다양체이다.

### 3차원 다양체
3차원에서, 모든 (위상) 다양체는 유일한 매끄러움 구조를 가지므로, 다양체와 매끄러운 다양체를 구별하지 않아도 된다.
둘 다 3차원 초구가 아닌 두 개의 다양체의 연결합으로 나타낼 수 없는 3차원 연결 콤팩트 유향 다양체를 소다양체(素多樣體, 영어: prime manifold)라고 하자. 모든 3차원 콤팩트 유향 다양체는 유한 개의 소다양체들의 연결합으로 나타낼 수 있으며, 이러한 표현은 유일하다. 이를 3차원 다양체의 소분해(素分解, 영어: prime decomposition)라고 한다. 따라서, 3차원 콤팩트 연결 유향 다양체들의 연결합 모노이드는 자유 가환 모노이드이다.

### 4차원 이상
4차원 이상에서는 다양체 · 조각적 선형 다양체 · 매끄러운 다양체가 각각 다르다.
3차원 이하에서는 연결합 모노이드에는 역원이 존재하지 않는다. 즉, {\displaystyle M\#N\cong \mathbb {S} ^{n}}이라면 {\displaystyle M\cong N\cong \mathbb {S} ^{n}}이어야 한다 ({\displaystyle n\leq 3}). 그러나 이는 5차원 이상의 매끄러운 다양체에서 성립하지 않는다. 5차원 이상에서는 자명하지 않는 매끄러운 호모토피 초구(초구와 호모토피 동치인 매끄러운 다양체)가 존재하며, 매끄러운 다양체에 대하여 호모토피 초구인 것은 연결합 모노이드에서 역원을 갖는 것과 동치이다.

## 역사
연결합의 유일성 (즉, 서로 다른 점 및 구형 근방을 잡아도 연결합이 서로 미분 동형 · 위상 동형이라는 것)은 자명하지 않다. 매끄러운 다양체의 경우, 연결합의 유일성은 미셸 케르베르와 존 밀너가 1963년에 증명하였다. (위상) 다양체의 경우, 연결합의 유일성은 원환 정리(영어: annulus theorem)로부터 유도된다. 원환 정리의 증명은 복잡하며, 2차원에서는 러도 티보르(헝가리어: Radó Tibor)가 1924년에 증명하였고, 3차원에서는 에드윈 에바리스트 모이즈(영어: Edwin Evariste Moise)가 1952년에 증명하였고, 4차원에서는 프랭크 퀸(영어: Frank Quinn)이 1982년에 증명하였고, 5차원 이상에서는 로비언 크롬웰 커비(영어: Robion Cromwell Kirby)가 1969년에 증명하였다.
3차원 다양체의 소분해의 존재는 1929년에 헬무트 크네저(독일어: Hellmuth Kneser)가 증명하였고,:256 그 유일성은 존 밀너가 증명하였다.